# Sütçü İmam
Sütçü İmam is een oorlogsheld uit de Turkse Onafhankelijkheidsoorlog. Hij werd in 1871 geboren in Kahramanmaraş en stierf op 25 november 1922.

## Het Sütçü İmam incident
Na het ondertekenen van de  wapenstilstand op 30 oktober 1918 tussen het Ottomaanse Rijk en de Geallieerden werd Maraş onder Franse controle geplaatst. Tot het einde van 1919 bleef Maraş bezet door Britse troepen, maar op 29 oktober 1919 werd de controle van Maraş overgedragen aan het Frans-Armeense legioen.
Op 31 oktober 1919 werden enkele vrouwen lastiggevallen door Armeense legionairs bij het buitengaan van een badhuis (hamam). De soldaten probeerden de hoofddoek van de vrouwen af te nemen. Een man uit de buurt, Çakmakcı Sait, kwam de vrouwen te hulp. Hij was echter ongewapend en werd doodgeschoten door de soldaten. Daarop opende Sütçü İmam het vuur en hij doodde een van de soldaten en verwondde een tweede.
Ten gevolge van dit incident heerste er grote onrust bij de bevolking en grote onvrede over de bezetting. Dit leidde uiteindelijk tot een opstand tegen de Franse bezetting in februari 1920. De Turkse milities verdreven de Franse troepen op 11 februari 1920 en voor dit feit kreeg de hele stad collectief een medaille. Later werd de eretitel Kahraman (held) toegekend.

## Vernoemingen
De universiteit van Kahramanmaraş heet de Sütçü İmam Universiteit. Sütçü İmam betekent letterlijk "de melkboer İmam" omdat zijn belangrijkste broodwinning het verkopen van melk was.